# Schloss Tjolöholm

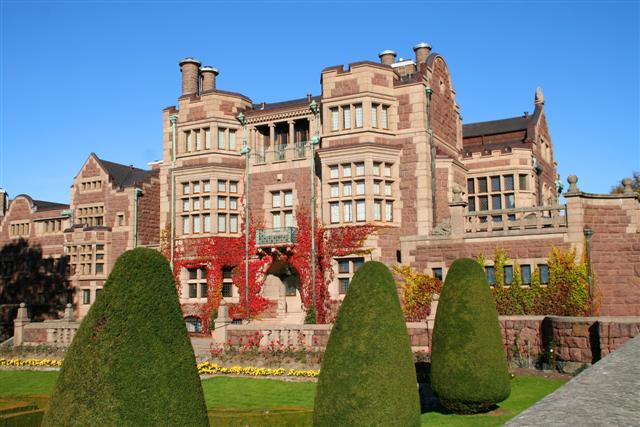
Schloss Tjolöholm

Schloss Tjolöholm (schwedisch Tjolöholms slott) liegt bei Kungsbacka in Schweden am Kungsbackafjord. Das heutige Schloss wurde zwischen 1898 und 1904 nach den Plänen des Architekten Lars Israel Wahlman im Tudorstil erbaut. Um das Schloss herum gibt es einen Schlosspark, der von Wanderwegen durchzogen ist und bis an den Kungsbackafjord reicht. Das Schloss kann im Sommerhalbjahr besichtigt werden. Es ist seit 1935 als Byggnadsminne eingestuft.
Im Jahre 1231 wurde Tjolöholm erstmals erwähnt, damals noch Thiulfö geschrieben, und gehörte König Waldemar II. von Dänemark. 1659 kaufte es der schwedische Feldmarschall Carl Mauritz Lewenhaupt. In der folgenden Zeit wurde das Schloss mehrmals weiterverkauft und schließlich 1892 vom Stallmeister J. F. Dickson erworben. Dieser ließ das alte Gebäude einreißen und den heutigen Bau errichten. Im Jahr 1960 kaufte die Stadt Göteborg das gesamte Anwesen und machte das Schloss für die Öffentlichkeit zugänglich. Seitdem besuchen mehr als 200.000 Besucher pro Jahr das Schloss. Seit 1988 wird in der Weihnachtszeit vor dem Schloss ein Weihnachtsmarkt errichtet und in der Schlosskirche finden Adventskonzerte statt.
Im Jahr 2010 fungierte das Schloss als Filmkulisse für den Film Melancholia des dänischen Regisseurs Lars von Trier.